# Agelasida
Agelasida é uma ordem de esponjas da classe Demospongiae.

## Famílias
- Agelasidae Verrill, 1907
- Astroscleridae Lister, 1900